# Санди (Јута)
Санди (енгл. Sandy) град је у америчкој савезној држави Јута.

## Демографија
По попису из 2010. године број становника је 87.461, што је 957 (-1,1%) становника мање него 2000. године.
| Група             | 2000.          | 2010.          |
| Белци             | 80.523 (91,1%) | 75.260 (86,0%) |
| Афроамериканци    | 445 (0,5%)     | 635 (0,7%)     |
| Азијати           | 1.916 (2,2%)   | 2.623 (3,0%)   |
| Хиспаноамериканци | 3.875 (4,4%)   | 6.447 (7,4%)   |
| Укупно            | 88.418         | 87.461         |

## Партнерски градови
- Риза